# Y la nave va
Y la nave va (E la nave va, en italiano) es una película satírica italiana de 1983 del director de cine Federico Fellini sobre el mundo de la ópera y las luchas de poder a principios de siglo XX con guion del mismo Fellini y Tonino Guerra, y textos líricos de Andrea Zanzotto.
La película ganó 5 Cintas de Plata (dirección, fotografía, escenografía, vestuario y efectos especiales), 5 David de Donatello (película, guion, fotografía, escenografía y el David Luchino Visconti a Fellini en homenaje a su carrera) y el Premio Sant Jordi al mejor film extranjero. En el Festival de Cine de Venecia recibió una ovación de 15 minutos, y Alberto Moravia expresó cómo Fellini había logrado captar «brillantemente la sociedad del final de la Belle epoque, vacía de humanidad y excesivamente artificial».

## Argumento
Fellini nos embarca junto a un grupo de personalidades de la alta sociedad europea que lleva las cenizas de una célebre diva de ópera, «Edmea Tetua» (una alusión a Maria Callas), a su isla natal para arrojarlas en el Mar Egeo. Un periodista, anotador en mano, nos sirve de guía de los acontecimientos de a bordo. Estos nos dan a conocer a los famosos pasajeros, representados con estilizado carácter. 
Algunos son músicos allegados a la famosa fallecida, y hay familiares, miembros de la realeza, pero ante todo están las rivales de La Tetua —como la insigne soprano Ildebranda Cuffari, que obviamente la admira y detesta al mismo tiempo— y sus colegas tenores (como Aureliano Fucciletto, clara alusión a Luciano Pavarotti), críticos, mezzosopranos, barítonos y directores.
La escena de las calderas es la más importante del film. Los cantantes visitan la sala de máquinas de la nave y a pedido de los maquinistas se sucede un improvisado torneo vocal que delata las rivalidades y envidias entre los artistas en un excepcional estudio psicológico muy felliniano.
En este sentido, el film es una magnífica sátira de las rivalidades entre prime donne, puesto que «La Tetua» bien podría ser un trasunto de la soprano griega Maria Callas, famosa por sus rivalidades y condiciones vocales e histriónicas. Uno de los personajes es el fanático admirador que solo vive para contemplar su figura y escuchar su voz.
Pero debajo de la maravillosa vida de a bordo, el barco esconde detalles que un día surgen a cubierta. El viaje da un giro: comienza la Primera Guerra Mundial. Familias de serbios que se habían arrojado al mar fueron rescatados por el capitán. Los primeros rugidos de la guerra los llevaron a eso. Estos son vistos con curiosidad por los viajeros originales.
El film culmina con el hundimiento de la nave (la sociedad misma) mientras los pasajeros huyen en botes salvavidas al son del coro de "la fuerza del destino",  de Verdi, y de Debussy, en una poética danza tragicómica.
La voz de la Tetua pertenece a la soprano italiana Mara Zampieri, y como la Princesa Lherimia, una ciega vidente, actúa la legendaria coreógrafa Pina Bausch en una rara aparición cinematográfica. La escenografía es de Dante Ferretti, con decorados de Francesca Lo Schiavo y vestuario de Alfio Bruno Tempera.

## Reparto
- Alfredo Accatino: el Columnista
- Freddie Jones: Orlando

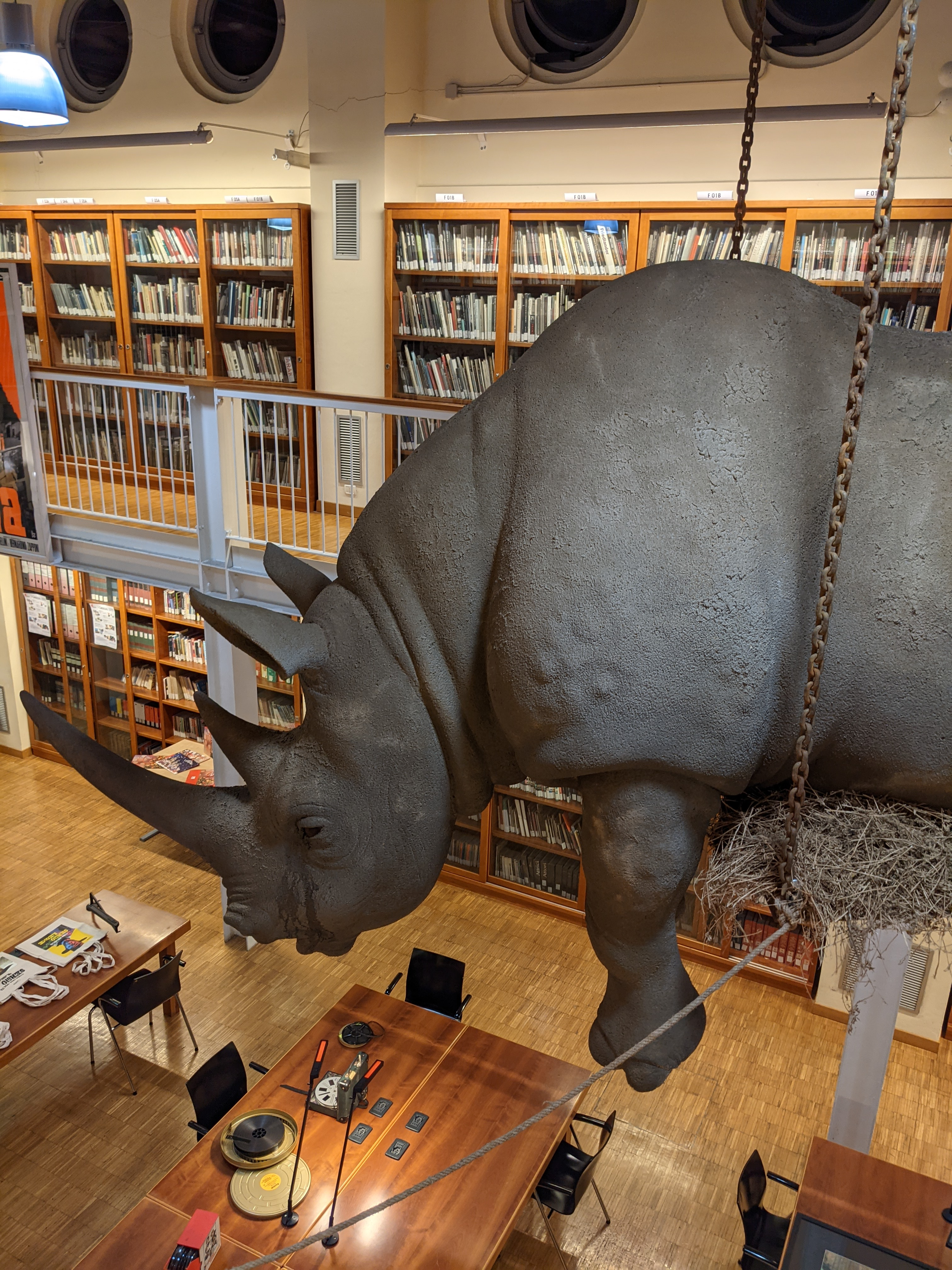
Reproducción conservada en la Biblioteca Renzo Renzi, de la Cinemateca de Bolonia, del muñeco que figuraba un rinoceronte en la película.

- Barbara Jefford: Ildebranda Cuffari; cantante
- Victor Poletti: Aureliano Fuciletto; cantante
- Peter Cellier: Sir Reginald Dongwy
- Elisa Mainardi: Teresa Valegnani; cantante
- Norma West: Lady Violet Dongwy
- Paolo Paoloni: el maestro Albertini
- Vittorio Zarfati: el maestro Rubetti
- Sarah-Jane Varley: Dorotea
- Roberto Caporali - padre de Dorotea
- Franca Maresa - madre de Dorotea
- Fiorenzo Serra: el Gran Duque de Harzock
- Pina Bausch: la princesa Lherimia
- Pasquale Zito: el conde de Bassano
- Janet Suzman: Edmea Tetua
- Ginestra Spinola: prima de Edmea
- Linda Polan: Ines Ruffo Saltini
- Philip Locke: Primer ministro
- Jonathan Cecil: Ricotin
- Maurice Barrier y Boris Carmeli: Ziloev; cantante
- Fred Williams y Carlo Di Giacomo: Sebastiano Lepori; cantante
- Bernadette Lucarfini: soprano serbia
- Bruno Beccaria: tenor serbio
- Umberto Zuanelli: contramaestre Rubetti
- Claudio Ciocca: segundo de a bordo
- Antonio Vezza: capitán
- Alessandro Partexano: oficial
- Domenico Pertica: sacerdote
- Colin Higgins: jefe de policía
- Fides Stagni: mujer de la limpieza
- Elizabeth Kaza
- Christian Fremont
- Marielle Duvelle
- Helen Stirling
- Umberto Barone
- Monica Bertolotti
- Danika La Loggia
- Savatore Calabrese
- Johna Mancini
- Filippo Degara
- Francesco Scali
- Cecilia Cerocchi
- Pietro Fumelli
- Franco Angrisano
- Ugo Fangareggi

## Cantantes dobladores
- Mara Zampieri: Ildebranda Cuffari
- Elizabeth Norberg-Schulz: Ines Ruffo Saltini
- Nucci Condò: Teresa Valegnani
- Giovanni Bavaglio: Fuciletto